# Barville, Orne

Barville este o comună în departamentul Orne, Franța. În 1 ianuarie 2022 avea o populație de 185 de locuitori.